# IPad Air 2
iPad Air 2（在2017款iPad推出之前，第一代iPad Air有“iPad 5”之俗称，故本代亦有“iPad 6”之俗称）是由美国蘋果公司設計、開發及銷售的第二代iPad Air平板電腦。它於2014年10月16日於美国加州旧金山发布，與iPad Mini 3同時發布，並於2014年10月22日發布。iPad Air 2比其前身iPad Air更薄更快，並具有Touch ID，其高度和螢幕尺寸與iPad Air相同。標榜更輕薄的設計、指紋辨識、A8X高效處理器、八百萬像素後置相機鏡頭。
2017年3月21日，iPad Air 2終止銷售，Air系列也停止販售。但iPad Air 2可以透過第三方購物商店去購買。其後續產品即iPad 2017於當日宣布。2021年，蘋果公司在線上WWDC發佈了iPadOS 15，iPad Air 2被列入在支援設備清單中，這使iPad Air 2成為目前為止橫跨最多總共8個版本作業系統的iPad (iOS 8至iPadOS 15)，也是目前為止橫跨最多OS版本的iOS設備。

## 歷史
iPad Air 2 在 2014 年 10 月 16 日的主題演講中發布，是第一款配備Touch ID 的iPad 。主題演講的主題是“時間太長了”。 Air 2 於 2014 年 10 月 22 日開始進入零售店。該設備的口號是Change Is in the Air。隨著新iPad Pro的發布，該設備的標語改為Light。重量級。

## 特色

### 軟體
iPad Air 2預先安裝 iOS 8.1.2 作業系統。像所有 iOS裝置一樣，iPad Air 2也能使用麥克或個人電腦用iTunes同步聯絡人與其他資料。雖然平板不是被設計來用行動網路打電話，使用者能使用耳機或內建揚聲器、麥克風透過Wi-Fi或蜂窝数据來打網路VoIP 電話 (如果硬體支援) ，例如 Skype.

### 硬件
- CPU性能比前代提升2.5倍。
- 全新的20纳米级 A8X 3核处理器拥有30亿晶体管，在仅1.5GHZ的频率及三核心下能发挥出惊人的效能，达到了功耗与性能的完美切合，其性能相比前代有55%的提升。
- 最佳的抗反光塗層，螢幕反光僅有2.5%，這優異的塗層使得藍寶石玻璃的實用性大減
- iPad Air 2擁有6.1mm的極薄的機身
- 平均10小时的续航时间，不過輕薄關係使電量比前一代少。
- 將RAM提升至2GB
- 與iPhone 6/iPhone 6 Plus 一樣，將儲存空間的選擇改為16/32/64/128GB
- 支援 Touch ID
- 提供金色機身機種

## 價格
| 499 美元 |
| 499 歐元 |
| 399 英鎊 |
| 619 澳元 |
| 549 加元 |

## 顏色
顏色包括：
| 顏色 | 名稱   | 英語       | 備註       |
| ---- | ------ | ---------- | ---------- |
|      | 太空灰 | Space Gray | 正面為黑色 |
|      | 銀色   | Silver     | 正面為白色 |
|      | 金色   | Gold       | 正面為白色 |

## iPad 系列产品时间表
|  |

## 外部連結
- iPad Air-2 – 官方网站

| 前任： iPad Air | iPad Air 2 2014年 | 繼任： IPad Pro (第一代) IPad Air (第三代) IPad (第五代) |